# Nicolas Lorgne
Nicolas Lorgne (zm. w 1284) – 21 wielki mistrz joannitów w latach 1277–1284.